# Dolynivka (Raión de Bolhrad)
Dolynivka  (ucraniano: Долинівка) es una localidad del Raión de Bolhrad en el Óblast de Odesa de Ucrania. Según el censo de 2001, tiene una población de 751 habitantes.